# Mníchova Lehota
Mníchova Lehota (em húngaro: Barátszabadi) é um município da Eslováquia, situado no distrito de Trenčín, na região de Trenčín. Tem 16,62 km² de área e sua população em 2018 foi estimada em 1.209 habitantes.

## Demografia
| Ano:        | 1994 | 2004   | 2014    | 2024   |
| ----------- | ---- | ------ | ------- | ------ |
| Broj ljudi: | 1116 | 1115   | 1235    | 1217   |
| Razlika:    |      | -0,08% | +10,76% | -1,45% |

| Ano:               | 2023 | 2024   |
| ------------------ | ---- | ------ |
| Número de pessoas: | 1225 | 1217   |
| Diferença:         |      | -0,65% |